# Poche
『Poche』（ポッシュ）は、yoshiki＊lisaの1枚目のアルバム。

## 概要
2012年3月28日、日本コロムビアから発売された。自身のシングル『Destin Histoire』の収録曲に加えて、オリジナルの新曲やアニメソングのカバーから構成されている。
また、CDとDVDの2枚組仕様となっており、DVDには「君が待つ世界の果て」と「Destin Histoire」のミュージック・ビデオのほか、メイキング映像や本人のインタビューが収録されている。

## 収録曲
1. 君が待つ世界の果て [4:26]
作詞：畑亜貴、作曲・編曲：宮崎誠
オリジナルの新曲。アニメソングを意識して制作された[5]、爽快感のあるロック調の曲[6]。
2. ダイアモンド クレバス [5:31]
作詞：hàl、作曲：菅野よう子
3. DISCOTHEQUE [3:59]
作詞：園田凌士、作曲：上松範康（Elements Garden）
4. 限りある世界で [4:41]
作詞・作曲・編曲：宮崎誠
シングル『Destin Histoire』カップリング曲
5. ひぐらしのなく頃に [4:32]
作詞：島みやえい子、作曲：中沢伴行、編曲：R・O・N
6. あなただけ見つめてる [4:29]
作詞・作曲：大黒摩季
7. LOVE SQUALL [3:28]
作詞：槙小奈帆、作曲：大野雄二
8. Destin Histoire [4:22]
作詞：渡部紫緒、作曲・編曲：坂部剛
テレビアニメ『GOSICK -ゴシック-』オープニングテーマ